# Iva Todorić
Iva Todorić (Imoschi, 24 marzo 1993) è una cestista croata.

## Carriera
Con la Croazia ha disputato i Campionati europei del 2015.